# Казаков, Степан Александрович
Степан Александрович Казако́в (25 марта 1914 года — 7 декабря 1964 года) — начальник разведки дивизиона 156-го гвардейского артиллерийского полка (77-я гвардейская стрелковая дивизия, 61-я армия, Центральный фронт), гвардии лейтенант, Герой Советского Союза.

## Биография
Степан Александрович Казаков родился 25 марта 1914 года в селе Мало-Новотроицкое Мишкинского района Башкирии.
Русский. Образование среднее. Член КПСС с 1942 г. До войны был колхозником, работал на Никольском лесохимическом заводе Аскинского района Башкирской АССР.
В 1936—1940 годах служил в Советской Армии. Участник боев у озера Хасан в 1938 г. и советско-финской войны в 1939—1940 годах. В июне 1941 году призван в Советскую Армию Аскинским райвоенкоматом.
Начальник разведки дивизиона 156-го гвардейского артиллерийского полка (77-я гвардейская стрелковая дивизия, 61-я армия, Центральный фронт) гвардии лейтенант С. А. Казаков отличился 17—27 сентября 1943 года в боях за г. Чернигов и при форсировании рек Десна и Днепр.
В 1944 году старший лейтенант С. А. Казаков демобилизован по состоянию здоровья. Работал заведующим складом Заготзерно в Аскинском районе. С 1945 года Степан Александрович жил и работал в Москве. Окончил 9 классов школы. В 1950 году окончил двухгодичные курсы при Ленинградской лесотехнической академии имени С. М. Кирова, работал инспектором охраны леса Аскинского лесхоза, заведовал районным архивом.
Скончался 7 декабря 1964 года, похоронен в селе Аскино Аскинского района Башкирии.

## Подвиг
«…При форсировании р. Десна 17 сентября 1943 года тов. Казаков под ураганным арт.-минометным и ружейно-пулеметным огнём противника первым с пехотой форсировал р. Десну и сразу же по рации стал корректировать огонь дивизиона по противнику, чем обеспечил переправу наших частей через р. Десну, при этом были уничтожены дивизионом две минометные батареи, 4 ст. пулемета и до взвода пехоты солдат.
В ожесточенных боях за г. Чернигов, когда враг бросал все силы для удержания города, тов. Казаков в трудные минуты со всем дивизионом, увлекая своим личным героическим примером бойцов и командиров, отражал танковые контратаки, одна за другой дивизионом были отражены три танковые контратаки.
При форсировании р. Днепр 27 сентября 1943 года тов. Казаков под ураганным арт.-мин. и ружейно-пулеметным огнём первым на лодке форсировал р. Днепр, и с рацией впереди в расположении противника начал корректировать огонь дивизиона по вражеским огневым точкам, в результате чего были подавлены 75-мм батарея, мин. батарея и уничтожено 5 пулеметов, чем обеспечил переправу своих частей.
Находясь все время с пехотой на НП, тов. Казаков, как опытный разведчик, всегда своевременно обнаруживает замыслы врага, благодаря чему дивизион своевременно отражает контратаки противника и наносит ему большие потери…».
Указом Президиума Верховного Совета СССР от 16 ноября 1943 года за образцовое выполнение заданий командования и проявленные мужество и героизм в боях с немецко-фашистскими захватчиками гвардии лейтенанту Казакову Степану Александровичу присвоено звание Героя Советского Союза с вручением ордена Ленина и медали «Золотая Звезда» (№ 3954).

## Награды
- Медаль «Золотая Звезда».
- Орден Ленина.
- Орден Красного Знамени.
- Орден Красной Звезды (25.07.1943)[3].
- Медаль «За оборону Сталинграда».
- Медали.

## Память
Имя Героя Советского Союза С. А. Казакова носит улица в селе Мишкино Мишкинского района Башкирии.
В деревне Новосёловка Карайдельского района Башкирии в память о Герое установлена мемориальная доска, в селе Аскино — памятник, также в Аскино есть названная в честь Героя улица.